# جان-لويس بينوا
جان-لويس بينوا (بالفرنسية: Jean-Louis Benoît)‏ هو كاتب مسرحي وكاتب سيناريو ومخرج وممثل فرنسي، ولد في 22 يناير 1947 في فرنسا.

## وصلات خارجية
- جان-لويس بينوا على موقع IMDb (الإنجليزية)
- جان-لويس بينوا على موقع ألو سيني (الفرنسية)
- جان-لويس بينوا على موقع أول موفي (الإنجليزية)
- جان-لويس بينوا على موقع قاعدة بيانات الأفلام السويدية (السويدية)
- جان-لويس بينوا على موقع قاعدة بيانات الفيلم (الإنجليزية)
- جان-لويس بينوا على موقع كينوبويسك (الروسية)